# Strisores
Strisores es un clado de aves que incluye los órdenes Caprimulgiformes (que incluye a los guácharos, podargos, urutaúes y chotacabras) y  Apodiformes (que incluye a los vencejos, vencejos arbóreos, colibríes y egotelos). 